# Präsidentschaftswahl in Kamerun 2011
Die Präsidentschaftswahl in Kamerun 2011 fand am 9. Oktober im westafrikanischen Kamerun statt. Sieger war erwartungsgemäß der seit 1982 regierende Präsident Paul Biya, der mit offiziell gut 77 Prozent der abgegebenen Stimmen in seine sechste Amtszeit gewählt wurde. Die erneute Kandidatur Biyas wurde durch einen 2008 beschlossenen Verfassungszusatz ermöglicht, der die bisherige Beschränkung der Amtszeit des Präsidenten aufhob. Sein wichtigster Gegenspieler war wie bereits in den vorangegangenen Wahlen John Fru Ndi, dessen Kampf zu Beginn der 1990er Jahre entscheidend zur Abschaffung des Einparteiensystems beigetragen hatte. 1992 hatte Ndi nur durch massive Wahlfälschung gegen Biya verloren, 2011 erhielt er nun als Zweitplatzierter offiziell zehn Prozent der Stimmen. Ndi hatte sich vor der Wahl offiziell mit Biya versöhnt und galt den meisten Oppositionellen anschließend nicht mehr als Alternative zu Biyas Herrschaft.  Dennoch gilt sein derart schlechtes Abschneiden als wenig glaubwürdig.
Die Opposition zweifelte sowohl die einzelnen Ergebnisse als auch die Höhe der Wahlbeteiligung an, die von einzelnen Oppositionellen auf ein Bruchteil der angegebenen 68 Prozent geschätzt wurde. Auch Frankreich und die USA bestätigten die Klagen der Opposition über „Unregelmäßigkeiten“ bei der Wahl, also Wahlfälschungen. Die Generalsekretärin von Ndis Sozialdemokratischer Front, Elizabeth Tamajong bezeichnete die Wahl als „Farce“.
Insgesamt waren 24 Kandidaten zur Wahl angetreten, von denen 22 vollkommen chancenlos waren und 19 unter ein Prozent der Stimmen erhielten. Sieben Millionen Wahlberechtigte waren zur Wahl aufgerufen worden. Die Wahlbeteiligung sank im Vergleich zur Wahl im Jahr 2004 um 17 auf 66 Prozent.

## Offizielle Ergebnisse
| Kandidaten                         | Parteien                                                                                         | Stimmen   | %    |
| ---------------------------------- | ------------------------------------------------------------------------------------------------ | --------- | ---- |
| Paul Biya                          | Demokratische Sammlung des Kameruner Volkes («Rassemblement démocratique du Peuple Camerounais») | 3.772.527 | 78,0 |
| John Fru Ndi                       | Sozialdemokratische Front («Front social démocrate»)                                             | 518.175   | 10,7 |
| Garga Haman Adji                   | Allianz für Demokratie und Entwicklung («Alliance pour la démocratie et le développement»)       | 155.348   | 3,2  |
| Adamou Ndam Njoya                  | Demokratische Union Kameruns («Union Démocratique du Cameroun»)                                  | 83.860    | 1,7  |
| Paul Abine Ayah                    | Aktionspartei des Volkes (People’s Action Party)                                                 | 61.158    | 1,3  |
| Edith Kahbang Walla                | Partei des Kamerunischen Volkes                                                                  | 34.639    | 0,7  |
| Albert Dzongang                    | Dynamik für Nationale Wiedergeburt                                                               | 26.396    | 0,5  |
| Jean de Dieu Momo                  | Demokratische Patrioten für die Entwicklung Kameruns                                             | 23.791    | 0,5  |
| Jean-Jacques Ekindi                | Progressive Bewegung                                                                             | 21.593    | 0,4  |
| Bernard Muna                       | Allianz der fortschrittlichen Kräfte                                                             | 18.444    | 0,4  |
| Esther Dang                        | Block für den Wiederaufbau und die ökonomische Unabhängigkeit Kameruns                           | 15.775    | 0,3  |
| Olivier Anicet Bilé                | Union für Brüderlichkeit und Wohlstand                                                           | 15.202    | 0,3  |
| Anicet Ekane                       | Afrikanische Bewegung für neue Unabhängigkeit und Demokratie                                     | 11.081    | 0,2  |
| Victorin Hameni Bieuleu            | Union der demokratischen Kräfte Kameruns                                                         | 10.615    | 0,2  |
| Fritz Pierre Ngo                   | Bewegung der Ökologen Kameruns                                                                   | 9.259     | 0,2  |
| Jean Njeunga                       | Vereinte Front Kameruns                                                                          | 9.219     | 0,2  |
| Isaac Feuzeu                       | Bewegung für das Hervortreten und den Aufstieg Kameruns                                          | 9.216     | 0,2  |
| Hubert Kamgang                     | Union der Völker Kameruns                                                                        | 8.250     | 0,2  |
| Simon Pierre Atangana Nsoe         | Groß-Kamerun                                                                                     | 8.032     | 0,2  |
| Marcus Lontouo                     | Kamerunischer Nationalkongreß                                                                    | 7.875     | 0,2  |
| George Dobgima Nyamndi             | Sozialliberaler Kongreß                                                                          | 5.925     | 0,1  |
| Joachim Tabi Owono                 | Aktion für Meritokratie und Chancengleichheit                                                    | 5.795     | 0,1  |
| Daniel Soh Fone                    | Vereinigte Sozialistische Partei                                                                 | 5.074     | 0,1  |
| Gesamt                             | Gesamt                                                                                           | 4.837.249 | 100  |
|                                    |                                                                                                  |           |      |
| Ungültige Stimmen                  | Ungültige Stimmen                                                                                | 124.185   | 2,5  |
| Wähler                             | Wähler                                                                                           | 4.961.434 | 68,4 |
| Wahlberechtigte                    | Wahlberechtigte                                                                                  | 7.251.651 |      |
|                                    |                                                                                                  |           |      |
| Quelle: African Elections Database |                                                                                                  |           |      |